# Karayolları Spor Kulübü 2020-2021
Questa voce raccoglie le informazioni riguardanti il Karayolları Spor Kulübü nelle competizioni ufficiali della stagione 2020-2021.

## Organigramma societario
Area direttiva
- Presidente: Kamuran Yazıcı

Area tecnica
- Allenatore: Hüseyin Doğanyüz
- Allenatore in seconda: Sadık Şatıroğlu
- Assistente allenatore: Ali Gönencan
- Scoutman: Mehmet Sönmez

## Rosa
| N° | Nome              | Ruolo | Data di nascita   | Nazionalità sportiva |
| -- | ----------------- | ----- | ----------------- | -------------------- |
| 1  | Hanife Özaydınlı  | C     | 1º novembre 2002  | Turchia              |
| 2  | Symone Abbott     | S     | 27 settembre 1996 | Stati Uniti          |
| 2  | Seda Tokatlıoğlu  | S     | 25 giugno 1986    | Turchia              |
| 3  | Gülçin Doğan      | L     | 19 maggio 1990    | Turchia              |
| 4  | Selis Selvi       | S     | -                 | Turchia              |
| 5  | Selin Navruz      | L     | 22 aprile 1997    | Turchia              |
| 7  | Julija Herasymova | C     | 15 settembre 1989 | Ucraina              |
| 8  | Ainise Havili     | P     | 24 aprile 1996    | Stati Uniti          |
| 9  | Ezgi Akyaldız     | S     | 25 maggio 1998    | Turchia              |
| 10 | Ayçin Akyol       | C     | 15 giugno 1999    | Turchia              |
| 11 | Kübra Kegan       | P     | 1º gennaio 2004   | Turchia              |
| 11 | Duru Aşali        | P     | 18 luglio 1995    | Turchia              |
| 12 | Tuğçe Ceyhan      | S     | 3 giugno 1995     | Turchia              |
| 13 | Ezgi Kara         | C     | 27 dicembre 2000  | Turchia              |
| 14 | Doğa Dıraz        | O     | 14 dicembre 2004  | Turchia              |
| 17 | Tutku Yüzgenç     | O     | 15 gennaio 1999   | Turchia              |
| 19 | Fatma Yılmaz      | C     | 9 ottobre 2000    | Turchia              |

## Statistiche

### Statistiche di squadra
| Competizione     | Punti | In casa | In casa | In casa | In trasferta | In trasferta | In trasferta | Totale | Totale | Totale |
| Competizione     | Punti | G       | V       | P       | G            | V            | P            | G      | V      | P      |
| ---------------- | ----- | ------- | ------- | ------- | ------------ | ------------ | ------------ | ------ | ------ | ------ |
| Sultanlar Ligi   | 37    | 15      | 6       | 9       | 15           | 6            | 9            | 30     | 12     | 18     |
| Coppa di Turchia | 0     | 0       | 0       | 0       | 0            | 0            | 0            | 3      | 0      | 3      |
| Totale           | -     | 15      | 6       | 9       | 15           | 6            | 9            | 33     | 12     | 21     |

G = partite giocate; V = partite vinte; P = partite perse

### Statistiche dei giocatori
| Giocatore      | Campionato | Campionato | Campionato | Campionato | Campionato | Coppa di Turchia | Coppa di Turchia | Coppa di Turchia | Coppa di Turchia | Coppa di Turchia | Totale | Totale | Totale | Totale | Totale |
| Giocatore      | P          | PT         | AV         | MV         | BV         | P                | PT               | AV               | MV               | BV               | P      | PT     | AV     | MV     | BV     |
| -------------- | ---------- | ---------- | ---------- | ---------- | ---------- | ---------------- | ---------------- | ---------------- | ---------------- | ---------------- | ------ | ------ | ------ | ------ | ------ |
| S. Abbott      | 17         | 79         | 70         | 4          | 6          | 3                | 21               | 19               | 2                | 0                | 20     | 100    | 89     | 6      | 6      |
| E. Akyaldız    | 30         | 254        | 209        | 28         | 17         | 3                | 20               | 15               | 2                | 3                | 33     | 274    | 224    | 30     | 20     |
| A. Akyol       | 19         | 166        | 101        | 48         | 17         | 3                | 16               | 13               | 3                | 0                | 22     | 182    | 114    | 51     | 17     |
| D. Aşali       | 3          | 0          | 0          | 0          | 0          | -                | -                | -                | -                | -                | 3      | 0      | 0      | 0      | 0      |
| T. Ceyhan      | 26         | 200        | 169        | 22         | 9          | 3                | 16               | 11               | 1                | 4                | 29     | 216    | 180    | 23     | 13     |
| D. Dıraz       | 4          | 4          | 4          | 0          | 0          | 2                | 0                | 0                | 0                | 0                | 6      | 4      | 4      | 0      | 0      |
| G. Doğan       | 26         | 0          | 0          | 0          | 0          | 2                | 0                | 0                | 0                | 0                | 28     | 0      | 0      | 0      | 0      |
| A. Havili      | 29         | 71         | 31         | 20         | 20         | 3                | 3                | 1                | 1                | 1                | 32     | 74     | 32     | 21     | 21     |
| J. Herasymova  | 30         | 180        | 105        | 69         | 6          | 3                | 11               | 7                | 4                | 0                | 33     | 191    | 112    | 73     | 6      |
| E. Kara        | 12         | 50         | 37         | 5          | 8          | 0                | 0                | 0                | 0                | 0                | 12     | 50     | 37     | 5      | 8      |
| K. Kegan       | 19         | 16         | 8          | 0          | 8          | 2                | 2                | 1                | 0                | 1                | 21     | 18     | 9      | 0      | 9      |
| S. Navruz      | 16         | 0          | 0          | 0          | 0          | 1                | 0                | 0                | 0                | 0                | 17     | 0      | 0      | 0      | 0      |
| H. Özaydınlı   | 7          | 17         | 11         | 5          | 1          | 1                | 1                | 1                | 0                | 0                | 8      | 18     | 12     | 5      | 1      |
| S. Selvi       | 20         | 9          | 5          | 2          | 2          | 3                | 2                | 1                | 0                | 1                | 23     | 11     | 6      | 2      | 3      |
| S. Tokatlıoğlu | 13         | 69         | 63         | 4          | 2          | -                | -                | -                | -                | -                | 13     | 69     | 63     | 4      | 2      |
| F. Yılmaz      | 10         | 34         | 16         | 10         | 8          | 0                | 0                | 0                | 0                | 0                | 10     | 34     | 16     | 10     | 8      |
| T. Yüzgenç     | 30         | 498        | 426        | 43         | 29         | 3                | 12               | 10               | 1                | 1                | 33     | 510    | 436    | 44     | 30     |

P = presenze; PT = punti totali; AV = attacchi vincenti; MV = muri vincenti; BV = battute vincenti